# 國字標準字體
國字標準字體，又稱教育部標準字體、臺灣標準字體，簡稱臺教、臺標，在香港俗稱電腦字，是中華民國教育部頒佈之常用國字標準字體表與次常用國字標準字體表裡規定之漢字（國字）標準字形寫法，主要用於中華民國出版之國民中小學課本、政府公文上。1982年首次公布，日後又經過多次修改，是中華民國的通用文字正體中文的規範依據，但不強制使用。

## 歷史
中華民國教育部為了推動國字標準化政策，自1973年起開始整理國字，直到1982年頒布了「常用國字標準字體表」4808字與「次常用國字標準字體表」6341字。後又經多次局部修改，最新一次修改是1998年。後並頒佈常用國字標準字體筆順手冊，規定國字標準筆順寫法。
為配合電腦化的需要，教育部並頒佈了宋體（即明體）、楷書、隸書、方體等字體之標準母稿，供字型廠商參考使用。

## 來源
依中華民國教育部之國語文教育叢書第二十二 - 國字標準字體研訂原則，其常用字選字主要參考資料如下：
1. 中文大辭典
2. 中華大字典
3. 辭海
4. 辭源
5. 辭通
6. 康熙字典
7. 說文解字詁林

等，共49種依據資料來源。

## 外觀

### 概述
國字標準字體制定時，以正體字的書寫體為基礎，但其制定結果卻套用於宋體、方體等印刷體上。國字標準字體對很多筆畫規定非常嚴格，例如規定了「又」字必須閉口，寫成「ㄡ」的形狀不合規定等。官方宣稱研訂時非常重視文字來源的考證，並對於一些經常混用的部首，如「夂」「夊」「攵」、「月」與「⺼（肉字旁）」等嚴格加以區別。

### 原則
- 字有多體而音義無別時，取一字為正體。原則如下：
  - 取最通行者。如取「才」而不用。
  - 取最符合本義者。如取「腳」而不用。
  - 多個字形均符合本義時，取筆畫最簡者。如取「舉」而不用。
  - 必要時可不符合上述原則之選字，但應特別註明。如「麪」字較「麵」字要簡且古時作正字，然而「丏」容易誤作「丐」，故現採用「麵」字；「說文解字」中「裏」為正「裡」為俗，但字形上「裡」較平穩，且教學上「左形右聲」遠較「形聲穿合」易解，加上「裏」易與「裹」混淆，故選「裡」為正。
- 字有多體，古通而今異者併收。如「間」。
- 字有多體，古異而今通者併收。如「證」。
- 字的偏旁有多體而無關繁簡時，取符合造字原則者。如「吞」不做「呑」。
- 凡偏旁古異而今混者，區別之。如「月」與「肉」。
- 凡偏旁容易混淆者，亦予區別。

### 範例
| 標準字體 | 異寫字體 | 說明                                                                                              |
| -------- | -------- | ------------------------------------------------------------------------------------------------- |
|          |          | 基本原則採用正體字（傳統漢字）。                                                                  |
|          |          | 採用書寫體為標準，故「糸」做偏旁時下面寫成三個點（糹）。 宋體、黑體等印版字也要依此改造。           |
|          |          | 「內」字从「冂」，入也。自古屬入部，故寫作「入」，不寫「人」。                                        |
|          |          | 草字頭寫成雙十字，四筆。 由於「次」字小篆構理乃從「二」從「欠」，故偏旁做「二」，不俗寫為「冫」。 |
|          |          | 「木」字寫在下方時，左作撇，右作長頓點，不接中豎。                                                |
|          |          | 「丸」字的點必須在撇的下方，不得超出撇畫。                                                        |
|          |          | 區分月字旁與肉字旁（⺼）。肉字旁內部作點、挑。 「市」與「巿」不同。「巿」字應該一筆貫穿。         |
|          |          | 依照小篆構理寫成「士」與「方」。 一字不兩捺原則，「攵」的尾筆改作點。                             |
|          |          | 「言」字的點與第一橫畫必須相連。 「兌」字採用「八」字形。                                           |
|          |          | 上面不寫成俗寫的「血」字。 採用小篆構理之三人成「眾」。                                             |

## 使用情形

原本以傳承字形為準的新細明體，更新後變成了臺標字形。

現在使用國字標準字體印刷的臺灣報刊只有《國語日報》，以往《聯合報》亦採用國字標準字體印刷，但於2003年間改版後選用了不符合國字標準字體的字形；而《中國時報》的內文合乎國字標準字體，但標題使用的字型2003年間改版後並不符合標準字體；中國時報系的《時報周刊》並不使用國字標準字體。
目前中華民國政府並沒有強制規定所有字型廠商生產之字型必須符合國字標準字體，坊間所販賣的字型多半不合規定。而且因為國字標準字體經過多次的改版，市面上販售之所謂「教育部標準字體」字型，可能是符合舊版規定，不見得符合最新標準。原來Windows XP採用的細明體也不符合此規範，不過標楷體則大部分符合國字標準字體規定。由於正體中文版Windows內建的標楷體字型大致符合國字標準字體，而近年學術論文、公文都有採用標楷體列印的習慣，故使用上有增加的趨勢。
自新版的細明體5.03版出現後，各主流作業系統，包括Windows Vista起的Windows系列、Mac系列和Android等，都紛紛在新版裏改為使用國字標準字體作系統字型。這引起了不少爭議。由於系統字型是作業系統所指定，原則上不能被替換，「傳承字形」愛好者的選擇權忽然被剝奪。而國字標準字體本身在字源字理方面，以及在美觀方面，皆遭受詬病，主流作業系統的做法惹起了不滿。可是，隨着更新後的細明體、微軟正黑體、思源黑體（臺灣版）、蘋方-繁（即臺灣版）等系統字型，借助新版作業系統而變得普及，在一般用戶沒有特別選擇下，越來越多電腦列印文件使用國字標準字體。
香港方面，原來並不使用國字標準字體。香港人在印刷字體上，本來習慣「傳承字形」（或稱舊字形，如康熙字典體風格），以及適量新字形化的蒙納字型、華康儷字型。在學童手寫方面，則有《常用字字形表》作教學指引。但隨着主流作業系統改為採用國字標準字體，香港人亦受到影響，網上冒起了批評聲音。不少香港教師稱此字體為「電腦字」，並且如學生寫此字體視作錯字論。

## 反對意見

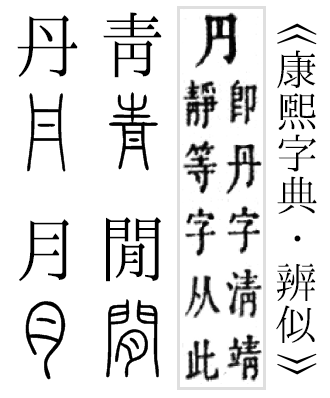
有國字標準字體的擁護者指責「青」字下部寫成「円」是「錯字」，但按照《康熙字典》，「青」正寫應從「円」，即「丹」的變體，並非國字標準字體依手寫體而規定的「月」。比較篆書中「青」字及下部從「月」的「閒」字，寫法差異十分明顯。

國字標準字體規定了過於嚴格的筆畫規則，並自稱仔細考證過文字的來源。但無論在字理字源方面、在書法方面、在字型設計方面、在態度方面，皆遭到批評。包括：

### 字理字源方面
國字標準字體雖稱其對文字來源的嚴格考證、遵從六書、引用多部權威的字書標準作參考資料，但當中有許多違反字理或字源的情況。
例如「靑」、「爲」、「朕」、「禮」、「讀」、「者」、「言」等字的「傳承字形」（亦稱「舊字形」、「康熙字典體」）寫法，都較接近篆形、較符合字理：「靑」，下作「円」，即「丹」字（《说文》从生丹，也可能是从生井声）；「爲」字以手牽象，會意有作為，上方是「爪」部首，「爪」代表手；「朕」左旁是「舟月」部件，即「舟」字，不是「月」，原指木舟的縫罅，或以長篙撐船的人；「禮」字的「⺬」旁，首兩筆是橫，符合「祭祀的桌子」之象形；「讀」字是形聲字，右旁的聲符是「𧶠」，而不是完全不近音的「賣」；「者」字上方不是老人的象形，與「老」、「考」的上方不同；「言」字是「舌」上有一橫或兩橫，表示由舌頭發出的東西。國字標準字體改成較不符合字理的寫法，違反了官方自稱的「非常重視文字來源考證、造字原則」，「注重區別容易混淆者的偏旁」等原則，使原來的正體變成錯字，甚至發生像「黑體-繁」般令群眾顛倒正錯的事，引來詬病。

### 書法方面
有些常見的異體寫法已有長久歷史，如「內」雖然在字典裡一直屬於「入」部，但書法史上一向寫成「内」，包括王羲之等人的文字。該重視來源還是重視長年的習慣，確實引起過爭議。過於嚴格的筆畫規則，也使得書法上為了美觀所做的調整都變成了錯誤寫法。因此在書法上，國字標準字體也遭受批評。
教育部推行之國字標準字體，只能說是取其某片段文字而非整體文字之綜觀，就如「月」的肉字偏旁在書法上以楷書寫為「月」字，只有在行楷及行草才採用上點下挑之形，是書寫動作「如何連續」的結果。而「𠫓」字上部寫作三筆而非四筆，不符合歷朝多數楷書古帖寫法。當代著名書法家、國立臺灣藝術大學書畫藝術學系的李郁周教授多番撰文，批評國字標準字體的這些規定不合道理，違反「楷書傳統字形」和「書寫動作原理」。以「木」字為例，教育部規定它不帶鉤，結果就連顏真卿所書寫之《干祿字書》上的字樣也變成「錯」字。但楷書的鉤其實是書寫時帶筆的結果，都屬虛筆，只要不影響字形字義，不涉「干、于」這類區別，那麼帶鉤與否與對錯無關，不應規定「不鉤才對，帶鉤不對」，應從寬為「以不鉤為原則，鉤不鉤都可以」。李教授更直指國字標準字體「破壞文字優良的傳統造形」。
此外，從事書法教育多年的書法家陳忠建老師，亦在書法教學公益網站上批評教育部網站上的標楷體「完全忽略美感及人性」：「一開始訂定標準字體時，忽略太多手寫習慣及美感。從『手寫標楷體』轉換到『電腦標楷體』中，電腦的美工人員介入較深，審查教授只能針對錯字提出糾正，無暇顧及每個字的美感。電腦的美工人員一向只會畫字，根本不會寫字，卻變成我們的標準。搞不好還是一個工讀生處理的呢？」在網站中，陳老師更列擧原來「手寫標楷體」與「電腦標楷體」的差異。同時，臺東書法家黃永興書寫國字標準字體時會出現困惑。

### 字型設計方面
至於字型設計方面，批評者不但認為此類將漢字完全依照字書筆數、字源嚴謹規範的結果，反而失去文字之美；同時，由於國字標準字體是以楷書為母體制定而成，將把一些楷書特徵生硬地套在宋體、黑體等其他字型身上，批評者指出將國字標準字體套用於明體等印刷用字體上，反而會破壞該類字體原本設計閱讀上的平衡感。
其中，字型製作公司文鼎論及華航「帝雉號」字體風波時，就直斥微軟系統字型新細明體改成教育部標準宋體寫法後，「已失掉日本寫研本蘭明朝體的印刷字體之美，成為失去平衡的手寫筆法字體，印刷界相當排斥」。而其董事長楊淑慧早於「金萱」熱潮受訪時，已表明覺得有別的字型公司產品被網民批評為「不符合國字標準字體」是非戰之罪，並直言國字標準字體根本不適合印刷：「如果單純用手寫的筆法來定義印刷字體該長什麼樣子，字就會東倒西歪，閱讀感受會很差。」例如「肉字旁部首」的國字標準字體寫法，會影響視覺的延伸性。因此，像明體、黑體等印刷字型，並不遵循國字標準字體。
字型製作公司Justfont的團隊成員，包括葉俊麟、蘇煒翔、曾國榕接受專訪時認為，國字標準字體的意義只能用來學寫字，若是要使閱讀舒適或令字形美觀，還是該用印刷體的標準而非國字標準字體：「就像是依照台灣標準的新細明體，細看會發現字的平衡和美感被破壞。」他們亦指出，各個國家的標準也不同，官方標準或許沒法反映時代。哪怕在日本，標準體的議題爭議也很大，有日本學者主張，真正的標準體應該要參考歷代書法家的字體，而非國家的標準：「漢字的源流相當長遠，在不同時期因為考據資料不同，在字的寫法上也會有不同的見解；如果以遵循教育部寫法標準就是代表正統，是排除異己的說法，是不太恰當的。」

### 態度方面
國字標準字體的製訂者、推行者在面對學者、專業人士及大眾的態度，被指為閉門造車。當代著名書法家、國立臺灣藝術大學書畫藝術學系的李郁周教授指責過：「標準字體公佈以來，報章雜誌迭有反應，建議修正，而制訂者在公眾場合或私下裏，即使心有戚戚然焉，卻依然大言不慚地說：『既經政府公佈實施，不能再改。』甚至說：『已經輸入電腦，不能再修正。』把我們這些小老百姓嚇唬得一楞一楞的，好像我們都不懂法規產生的程序，不懂電腦的程式設計；好像標準字體比法律偉大、比憲法穩定；好像不妥當或錯誤的電腦資料要永遠使用下去。法律、憲法不合時代、不合環境、不合潮流、不合社會、不合道理，都必須透過合理的方式適時地修正。標準字體算甚麼？電腦程式又算甚麼？」
字型製作公司文鼎的董事長楊淑慧批評局方閉門造車：「當初臺標體在製訂時，僅找了一群精通訓詁學的學者閉門討論，完全沒有邀集印刷業者、書法家等其他相關領域的專家共同商討。但是，用訓詁學專業訂定的臺標體，根本沒有考慮到印刷的可行性與閱讀的便利性。」字型製作公司justfont的團隊也在專訪裏指出，所謂「臺標」是個一直沒有共識的議題，在印刷字型上尤甚：「三十年前教育部的『臺標』制定，不管是印刷廠或是書法家，全部人都驚呆了。這個標準沒有和民間溝通，都造成大家很大困擾。」

## 影響
除國中小教科書之外，坊間印刷品、字型軟體，多數均不符合國字標準字體的規定。甚至政府機關的門牌、標語（如捷運站的路標）也都不是精密的國字標準字體。
然而國字標準字體終究提供了國字基本的樣式，在多年的推行下，雖然筆畫上的嚴格限制難以全部符合，但文字的基本架構已逐漸統一，差異較大的異體字已較為少見。例如多年前還常見的「麪」、「着」、「晋」、「裏」、「綫」等字現在在中華民國幾乎已經不寫，而只見「麵」、「著」、「晉」、「裡」、「線」字。
隨著Windows、Android、macOS等平台的系統字型更換成國字標準字體，使其影響擴展至香港和其他使用正體中文的地區。但這些地區本身有教育字形，同時亦有當地人民本來的印刷習慣，國字標準字體與這兩者皆有衝突，引起了當地正體字使用者的不滿。例如思源黑體初始的「TWHK」（臺灣香港）版本只以國字標準字體為準，既不支援香港教育字形，也不支援傳統印刷體字形，惹來爭議。2015年6月更新版本，宣佈會進行地區分流，但目前正體中文仍只得「國字標準字體」的版本，而且落實分流後也只是增加香港教育字形，未能滿足傳承字形用戶的需要。
Windows系統把系統字型改作國字標準字體後，亦同樣遭詬病。新細明體更新後棄用舊字形，設計上亦有許多視覺缺陷、平衡問題等毛病，一直備受漢字設計和排印界批評，甚至被要求改回 Windows XP 預載的、較美觀之版本。但微軟至今尚未有正式回應或行動。
而macOS系統的黑體-繁被國字標準字體擁護者發動網路投訴後，廠商聽從了投訴者意見，由接近傳承字形改作接近國字標準字體的寫法，使用者也沒有選擇權，這事更被傳承字形使用者批評為「惡意投訴」、「網路批鬥」。這些批評，包括了來自中華民國、香港和其他使用正體中文的地區之使用者。

## 外部連結
- 國字標準字體研訂原則（页面存档备份，存于）
- 常用國字標準字體筆順手冊（页面存档备份，存于）
- 楷書國字標準字體（页面存档备份，存于）
- 宋體國字標準字體（页面存档备份，存于）
- 方體國字標準字體（页面存档备份，存于）
- 隸書國字標準字體（页面存档备份，存于）
- 國字標準字體字形檔：楷書、宋體、隸書（页面存档备份，存于）
- 國字標準字體相關評論：是誰寫錯字?（页面存档备份，存于）
- 澎湖縣硬筆書法教學網 （页面存档备份，存于）
- 教育百科 （页面存档备份，存于）